# Stöckelschuh-Kirche

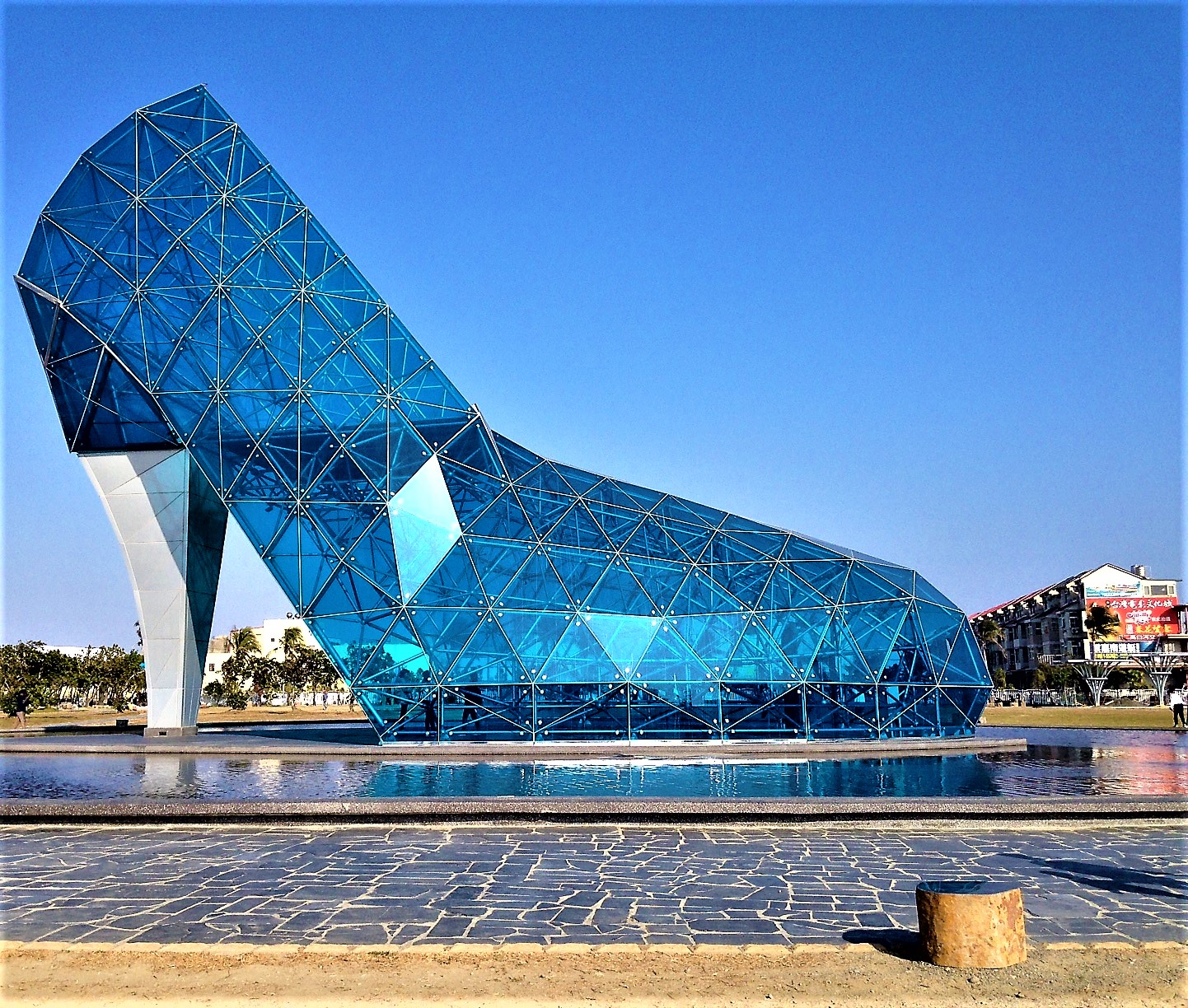
Stöckelschuh-Bau (2017)

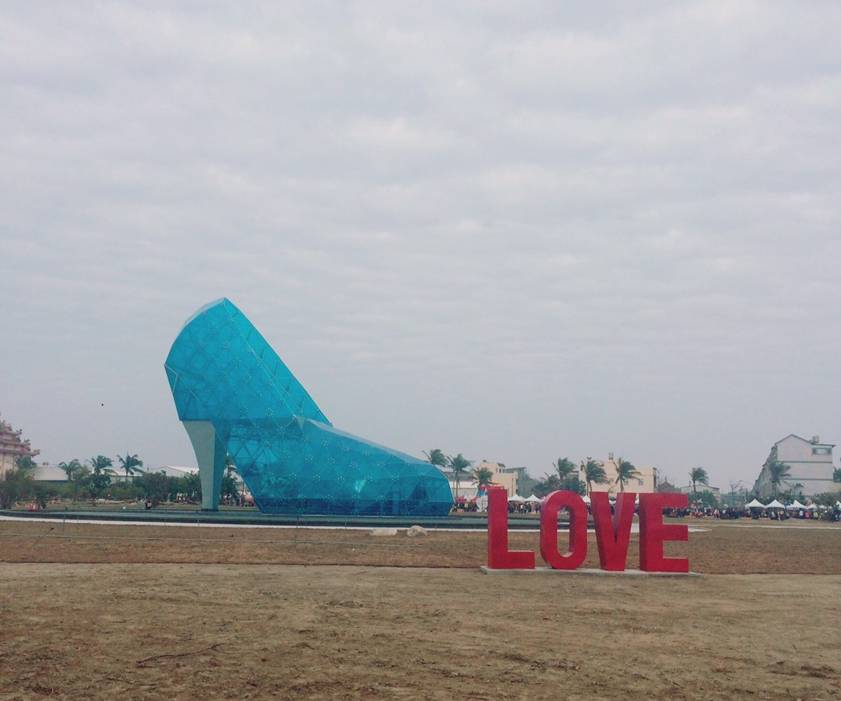
Halbschräge Ansicht (2016)

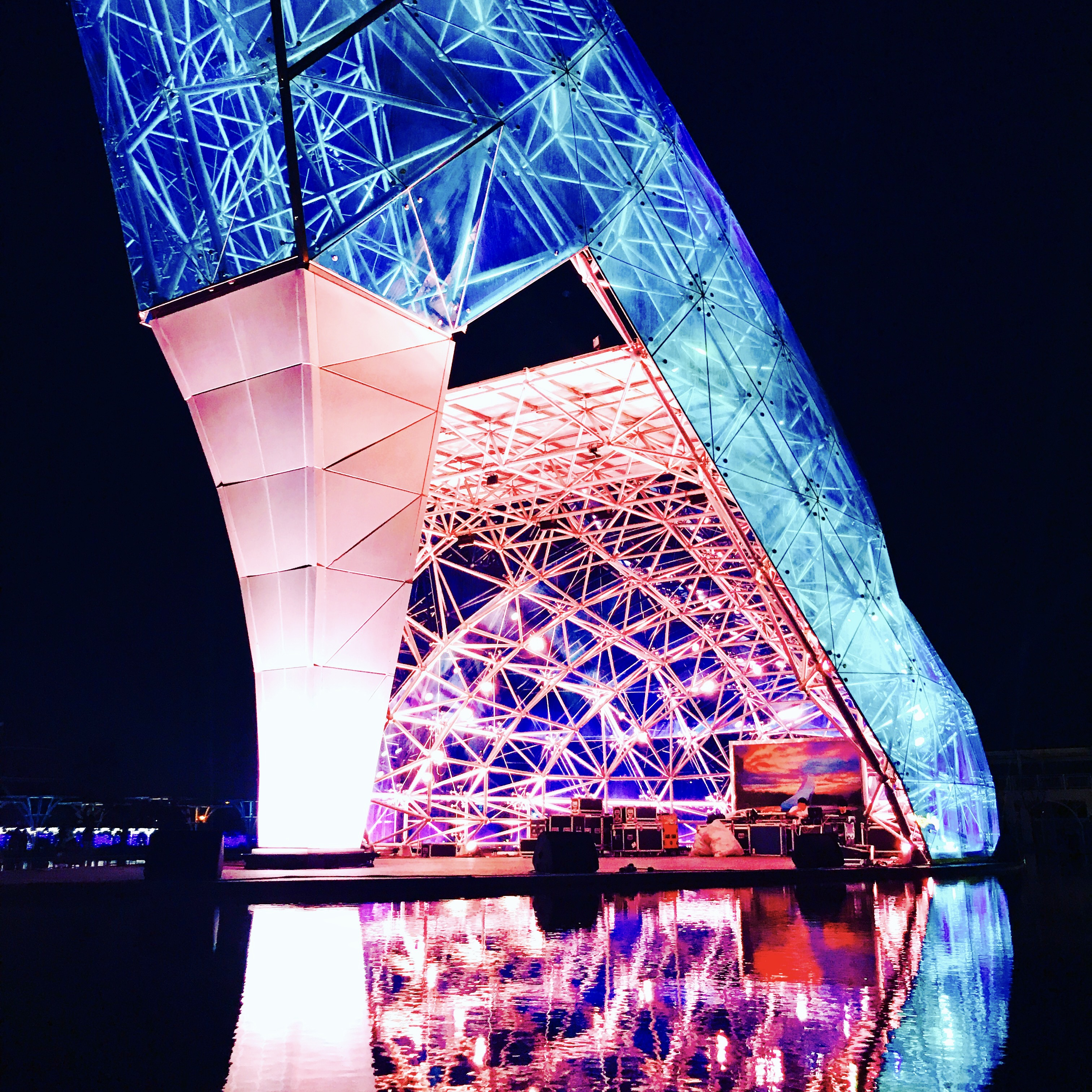
Innenansicht (2017)

Die Stöckelschuh-Kirche (Chinesisch: 高跟鞋教堂; Pinyin: Gāogēnxié Jiàotáng) ist eine Touristenattraktion Form eines Stöckelschuhs und keine geweihte Kirche. Dennoch wird sie in deutschsprachigen Medien auch Aschenputtel-Kirche genannt. Das Gebäude ist als Hochzeitssaal und Fotohintergrund beliebt. 
Sie liegt im Westen des Landkreises Chiayi in Taiwan und wurde am 8. Februar 2016 zum chinesischen Neujahrsfest eröffnet. Bis auf den konischen Stöckel bestehen die Wände aus blauem Glas.

## Bau und Lage
Der Bau wurde von der Southwest Coast National Scenic Area Administration, die dem Büro für Tourismus der taiwanischen Regierung untersteht, entworfen und im Oktober 2015 begonnen. Die äußere Fassade wurde im Februar 2016 fertiggestellt, das Gebäude eröffnete am 23. Juli 2016. Das Bauprojekt kostete umgerechnet etwa 630.000 Euro.
Das Gebäude ist ein transparenter Glasbau mit einer Gesamthöhe von 17,76 Meter Höhe, 11,91 Meter Breite und 25,16 Meter Länge. Die abgerundete Konstruktion besteht aus 1269 Stahlträgern und 320 planen, blauen Glasscheiben, die sich in Größe und Kontur voneinander unterscheiden. Die fersennahe Hälfte ist hohl und wie der Einstieg eines Schuhs nach oben offen. Der offene Eingang befindet sich unter dem Vordach auf der Seite des Absatzes. Es hat eine Kapazität von 100 Personen. 
Das Gebäude liegt unweit der Küste der Taiwanstraße in der Gemeinde Budai im Westen des Landkreises Chiayi.

## Hintergrund
Die Erbauer erklärten, mit dem Bau des Gebäudes an die Opfer der Schwarzfuß-Krankheit erinnern zu wollen, einer seltenen Form von Gangrän, die in den 1950er Jahren im Südwesten Taiwans aufgrund von auch mit Arsen verschmutztem Trinkwasser auftrat. Den Erkrankten mussten oft die Füße amputiert werden. Der Bau im Stöckelschuh-Design sollte für eine glücklichere Zukunft stehen, in der sich die Träume junger Frauen erfüllten, so wie im Märchen von Aschenputtel mittels eines gläsernen Schuhs.

## Kritik
Der Bau wurde von einigen Politikern und Architekten kritisiert. Hauptkritikpunkte war die Auffassung, dass das ausgefallene Design des Gebäudes nicht zur Umgebung passe. Die Verbindung zur Schwarzfußkrankheit sei weit hergeholt. Zum Gedenken an die Schwarzfußkrankheit gibt es bereits das Taiwan Blackfoot Disease Socio-Medical Service Memorial House.
Der Leiter des Fachbereichs Architektur der Tunghai-Universität Chiu Hao-Hsiu äußerte die Ansicht, dass die Konstruktion weder im Hinblick auf die Umgebung und die lokale Geschichte, noch in kultureller, ästhetischer oder religiöser Hinsicht ausreichend überlegt worden sei.